# Кацуяма
Кацуяма (яп. 勝山市 Кацуяма-си) — город в Японии, находящийся в префектуре Фукуи. Площадь города составляет 253,68 км², население — 24 167 человек (1 июля 2014), плотность населения — 95,27 чел./км².

## Географическое положение
Город расположен на острове Хонсю в префектуре Фукуи региона Тюбу. С ним граничат города Кага, Комацу, Хакусан, Оно, Фукуи, Сакаи и посёлок Эйхейдзи.

## Население
Население города составляет 24 167 человек (1 июля 2014), а плотность — 95,27 чел./км². Изменение численности населения с 1980 по 2005 годы:
| 1980 | 30 852 чел. |  |
| 1985 | 30 416 чел. |  |
| 1990 | 29 805 чел. |  |
| 1995 | 29 162 чел. |  |
| 2000 | 28 143 чел. |  |
| 2005 | 26 961 чел. |  |

## Символика
Деревом города считается криптомерия, цветком — Rhododendron indicum.